# Operatie Kirkenes-Petsamo
Operatie Kirkenes-Petsamo (Russisch: Петсамо-Киркенесская операция; Petsamo-Kirkenesskai operatsjia) was een Sovjet-operatie gericht tegen de Duitse troepen van de Wehrmacht in het noorden van Finland en Noorwegen (Arctisch gebied). Het offensief betekende het einde van het verblijf van de Duitse troepen in het Arctisch gebied en drong ze terug tot het zuiden van Noorwegen. Dankzij de operatie kwamen de nikkelmijnen van Petsamo in Finland in Russische handen.

## Achtergrond
Sinds het mislukken van de Duitse Operatie Silberfuchs in de zomer van 1941 had de frontlijn in het Arctisch gebied weinig veranderingen doorgemaakt. Vanwege de omstandigheden in het noorden was het lastig om grote operaties te ondernemen (slechte weersomstandigheden en slecht te bevoorraden). Er waren enkele Duitse troepen in het gebied om de nikkelmijnen in Petsamo, Finland, veilig te stellen die via Operatie Renntier in handen waren gekomen en om de Noorse kust te bewaken tegen een mogelijke geallieerde landing.
Nadat Finland en Rusland tot een wapenstilstand waren gekomen op 4 september 1944 ging Finland ermee akkoord om de Duitse troepen voor 15 september uit zijn gebieden te voeren. Tijdens Operatie Birke, de Duitse operatie die het terugtrekken van het Duitse 20e Leger inhield, besloot het Oberkommando der Wehrmacht tot het volledig terugtrekken uit Noorwegen en Finland, in Operatie Nordlicht. Tijdens de voorbereidingen van Nordlicht ging het Russische Karelische Front over tot de aanval.

## Voorbereidingen
Tijdens de offensieve Sovjet-successen over de gehele frontlinie besloot de Stavka, het Russische opperbevel, om ook het offensief te openen tegen de Duitse troepen in het arctisch gebied. De operatie zou worden uitgevoerd door het Karelische Front op het land, onder commando van Kiril Meretskov en de Noordelijke Vloot, onder bevel van Arseniy Golovko. Het grootste deel van de operatie zou worden uitgevoerd door het 14e Leger van de Sovjet-Unie, dat al sinds het begin van de oorlog in het gebied was.

## Het offensief
Het offensief kan worden ingedeeld in drie fases: het doorbreken van de Duitse linies, de opmars richting Kirkenes, Noorwegen, en de slag om Kirkenes en de zuidwaartse opmars erna. Tijdens het offensief voerde de Russische Marine enkele amfibische operaties uit.

## Nasleep
De operatie eindigde in een overwinning voor het Rode Leger. De Russische bevelhebber van het Karelische Front, Kirill Meretskov, werd gepromoveerd tot Maarschalk van de Sovjet-Unie en kreeg het bevel over Operatie Augustusstorm, de Sovjet-Russische invasie van Mantsjoerije, dat bezet werd door Japan, in augustus 1945.
Operatie Kirkenes-Petsamo was de laatste succesvolle operatie onder arctische omstandigheden tot nu toe.